# Hongshan, Wuhan
Hongshan är ett stadsdistrikt i Wuhan i Hubei-provinsen i centrala Kina.